# Il-10 (航空機)
Il-10 / Ил-10
B-33
飛行するB-33 (1954年撮影)
- 用途：攻撃機（シュトゥルモヴィーク）
- 分類：重襲撃機
- 設計者：セルゲーイェ・イリユーシン
- 製造者：

  - イリユーシン設計局
  - アヴィア・モータース社
- 運用者

  -  ソビエト連邦
    - 赤軍防空軍[注 1]
    - 国土防空軍

  -  チェコスロバキア空軍
  -  ポーランド空軍
- 初飛行：1944年4月18日
- 生産数：6,166機[注 2][1]
- 生産開始：1944年8月
- 運用開始：1944年
- 退役

  -     - 1956年（ソヴィエト連邦国土防空軍）
    - 1962年（チェコスロヴァキア）
    - 1972年（朝鮮人民軍空軍）
- 運用状況：退役
- 原型機：Il-2

Il-10（Ilyushin Il-10 イル10 / ロシア語:Ил-10 イール・ヂェースャチ）は、ソビエト連邦のイリユーシン設計局が開発し、ソビエト連邦赤軍などで運用された攻撃機。
ソ連を中心に「重シュトゥルモヴィーク（Тяжелый штурмовик）」として使用された。戦闘機なみの空中戦能力を有していたことから、「戦闘攻撃機（Ударный истребитель）」と呼ばれることもある。また、チェコスロヴァキアのアヴィア社でB-33攻撃機としてライセンス生産が行われ、チェコスロヴァキアやポーランドで運用された。
NATOが用いたコードネームの「ビースト (Beast)」は、野獣の意。

## 概要
ソ連空軍では、大祖国戦争開戦以来Il-2を主力シュトゥルモヴィークとして運用してきた。しかしながら、多くの戦果を挙げたIl-2も、敵の戦闘機や防空能力の向上により、飛行速度、防御等の不足が隠せなくなってきた。そこで各設計局にIl-2の後継機の開発が求められたが、イリューシン設計局では、戦闘機として開発していた複座型Il-1を改称し地上攻撃機とすることに決定した。

## 開発・運用

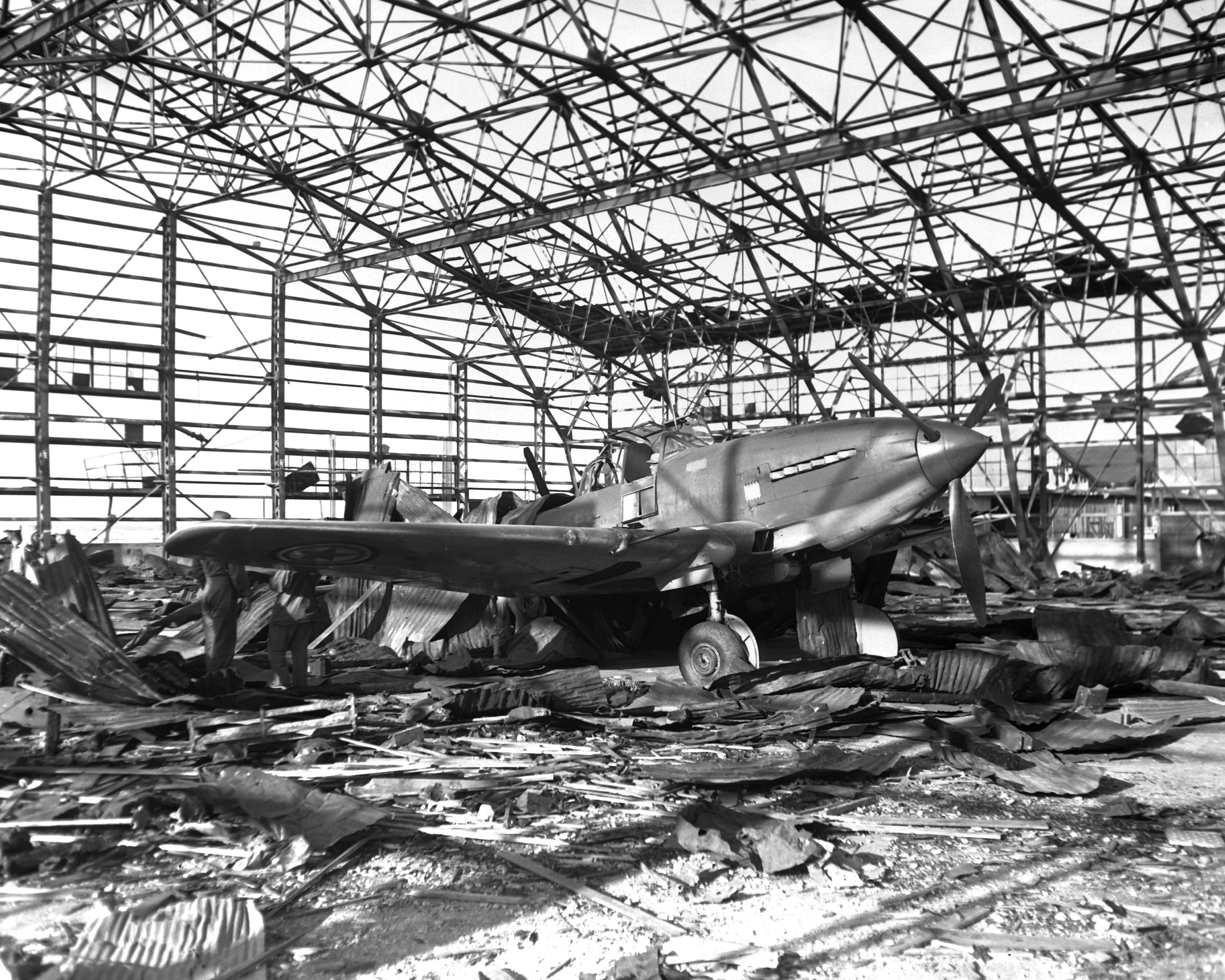
朝鮮戦争時、朝鮮半島南部の基地で損傷を受けた朝鮮人民軍のIl-10

改称された機体はIl-10と名付けられ、外見こそ前任機のIl-2に似ていたが、実際には全く別の航空機であり、Il-1から受け継いだ高度な空戦能力は、当時のソ連主力戦闘機La-7と互角のものであった。
Il-10は新たな主力シュトゥルモヴィークとなるべく生産が開始されたが、そのペースは遅く、大祖国戦争中にはIl-2ほどは用いられなかった。また、1945年5月のドイツ降伏に伴い総生産予定数も大幅に削減された。また、戦後しばらくはソ連軍の主力シュトゥルモヴィークとして使用されたが、1940年代後半のジェット機の台頭によりレシプロ機であったIl-10は旧式機と見られるようになってしまった。Il-10はハンガリー、ブルガリア、ポーランド、チェコスロヴァキアなどに輸出され、特にチェコスロヴァキアではアヴィア社によりB-33の名称でライセンス生産が行われた。B-33は約1200機生産され、この機体も東欧諸国や中東各国に輸出された。また、ソ連本国では主翼形状を改設計するなどしたIl-10M（Ил-10М）が開発され、1951年に初飛行をし、生産・配備された。本機の生産は1955年まで続けられ4966機が生産された。
Il-10は第二次世界大戦ではIl-2の陰に隠れてあまり大きな働きはしなかったように思われているが、戦後はいくつかの戦闘で注目を集めた。イエメンの内戦でもB-33が対地攻撃任務に使用されたが、それより遙かに有名なのは、朝鮮戦争において中華人民共和国義勇軍機や朝鮮民主主義人民共和国軍機として使用されたことである。この戦争では、Il-10は国連軍の戦闘機と互角の空中戦を行うなど対地攻撃任務以外にもいくらかの活躍を見せた。

## その後

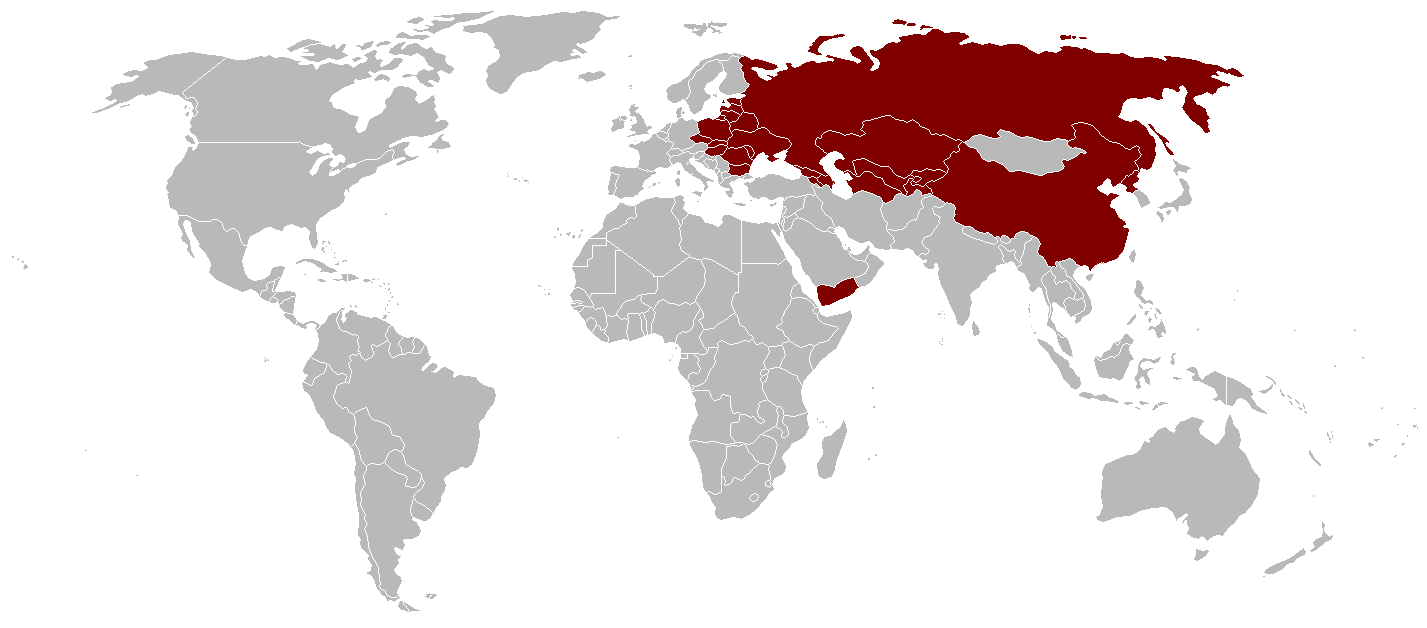
Il-10の運用国

Il-10は1950年代には第一線を退いたが、ソ連ではその後継機に当たる専用の地上攻撃機は採用されなかった。Il-10の発展型Il-16や新規設計された地上攻撃機Il-20、Il-40などはいずれもソ連空軍に採用されていない。
ソ連空軍には1960年代、「マッハ2の時代」になってからようやく攻撃任務専用に生産されたSu-7を配備するが、これも充分な能力を持っていたとは言い難いものであった。また、この機体はシュトゥルモヴィークではなく戦闘爆撃機であった。Il-10の後継機といえるシュトゥルモヴィークは、1975年に初飛行を行い現在ロシア空軍の主力攻撃機となっているSu-25まで採用されることはなかった。

## 各型

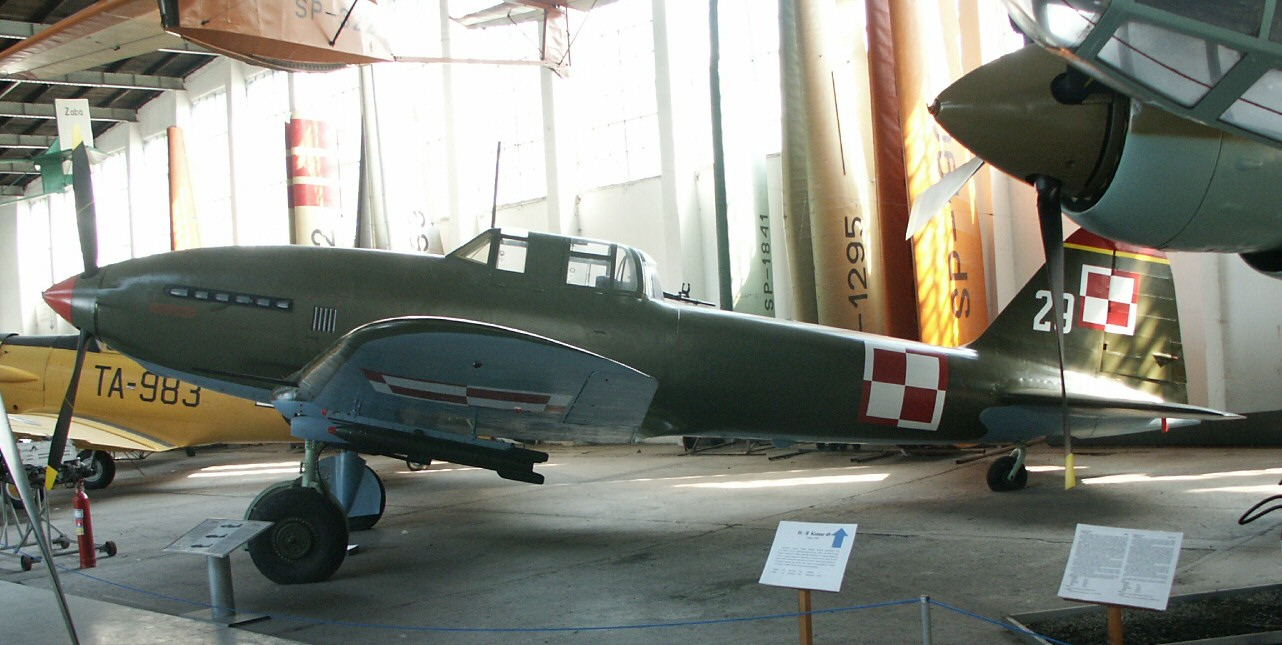
チェコスロヴァキアのアヴィア社で生産されたB-33（ポーランド空軍の機体）

Il-10
原型機を含む生産型
Il-10M
主翼形状を改設計するなどした改良型
Il-10U
複座練習機型。別名称UIl-10
B-33
チェコスロバキアでのライセンス生産型
CB-33
IL-10Uのチェコスロバキア生産型

## 諸元
- 全長： 11.06 m
- 全幅： 13.40 m
- 全高： 4.18 m
- 翼面積： 30.0 m2
- 空虚重量：4,680kg
- 全備重量： 6,500kg

Il-10 三面図

- エンジン：ミクーリン AM-42　2000hp × 1
- 最大速度： 551 km/h
- 実用上限高度：7250 m
- 航続距離： 800 km
- 武装
  - 爆弾500kg
  - 23mm機関砲x2、7.62m機銃x2（前方固定）、20mm機関砲x1（後部旋回）
- 乗員 2名

## 現存する機体
| 型名     | 番号     | 機体写真 | 所在地                          | 所有者                                      | 公開状況 | 状態     | 備考                                               |
| -------- | -------- | -------- | ------------------------------- | ------------------------------------------- | -------- | -------- | -------------------------------------------------- |
| Il-10    |          |          |                                 |                                             |          |          |                                                    |
| Il-10    | 1219     | 写真     | 中国 北京                       | 中国空軍航空博物館                          | 公開     | 静態展示 |                                                    |
| Il-10    | 2080     | 写真     | 中国 北京                       | 中国空軍航空博物館                          | 公開     | 保管中   |                                                    |
| Il-10    | 2583     | 写真     | 中国 北京                       | 中国空軍航空博物館                          | 公開     | 保管中   |                                                    |
| Il-10    | 33       | 写真     | 中国 北京                       | 中国空軍航空博物館                          | 公開     | 保管中   |                                                    |
| Il-10    | 86       | 写真     | 中国 北京                       | 中国空軍航空博物館                          | 公開     | 保管中   |                                                    |
| Il-10    | 25？     | 写真     | 中国 北京                       | 北京航空航天博物館                          | 公開     | 静態展示 |                                                    |
| Il-10    | DD-39    | 写真     | フランス セーヌ＝エ＝マルヌ県   | メルーン・ヴィアホッシュ飛行場博物館        | 非公開   | 保管中   | もう1機が保管されているようだが、不明。            |
| Il-10    | 不明     | 写真     | チェコ 南モラヴィア州           | ヴィシュコフ空港(Viskov Airport)            | 公開     | 保管中   | Il-10数機の胴体前部が保管されている。              |
| Il-10M   | 不明     |          | ロシア モスクワ州               | 空軍中央博物館                              | 公開     | 静態展示 |                                                    |
| Il-10UTI | 不明     | 写真     | 中国 北京                       | 中国空軍航空博物館                          | 公開     | 静態展示 |                                                    |
| B-33     |          |          |                                 |                                             |          |          |                                                    |
| B-33     | B33-3061 |          | ポーランド レッサーポーランド県 | ポーランド航空博物館                        | 公開     | 静態展示 |                                                    |
| B-33     | B33-5339 | 写真     | ポーランド ルブシュ県           | ルブシュ軍事博物館 (Lubusz Military Museum) | 公開     | 静態展示 | 旧塗装                                             |
| B-33     | B33-5502 |          | チェコ プラハ                   | クベリー航空博物館                          | 公開     | 静態展示 |                                                    |
| B-33     | B33-5514 |          | スロヴァキア プレショフ州       | スリアチ空港 (Sliač Airport)                | 公開     | 静態展示 | 旧塗装                                             |
| B-33     | B33-5523 |          | ポーランド ワルシャワ           | ポーランド陸軍博物館                        | 公開     | 静態展示 |                                                    |
| B-33     | B33-5542 | 写真     | チェコ プルゼニ州               | ズルチュ・ウ・プルズニェ航空公園            | 公開     | 静態展示 |                                                    |
| B-33     |          |          | チェコ 南モラヴィア州           | 航空機・地上技術博物館                      | 公開     | 静態展示 | この3機以外に他3機の部分的な残骸が保管されている。 |
| B-33     |          |          | チェコ 南モラヴィア州           | 航空機・地上技術博物館                      | 公開     | 静態展示 | この3機以外に他3機の部分的な残骸が保管されている。 |
| B-33     |          |          | チェコ 南モラヴィア州           | 航空機・地上技術博物館                      | 公開     | 静態展示 | この3機以外に他3機の部分的な残骸が保管されている。 |